# Sankta Ingrid av Skänninge
Sankta Ingrid av Skänninge, eller bara Sankta Ingrid, Ingrid Elofsdotter, död 9 september 1282 i Skänninge, är ett svenskt helgon. Hon grundade Skänninge nunnekloster.

## Biografi
Ingrid var dotter till en östgötsk högfrälseman, Elof, om vilken man inte vet mycket mer än att han med sin hustru begravdes i Alvastra kloster. Hennes släkt, Elofssönernas ätt, tillhörde rikets dåvarande högsta aristokrati. Hon var syster till ordensriddaren Johan Elofsson och godsägaren Anders Elofsson. Förutom fädernegodsen ägde ätten också gårdar i Ottenby på Öland. Johan Elofsson var riddare av Tyska Orden i Livland och svärfar till Upplandslagmannen och riddaren Birger Persson, heliga Birgittas far.
Ingrid gifte sig med en riddare, möjligen en herr Sigge, som avled senast 6 april 1271. 
Ingrid blev som änka medlem i dominikanorden. Hon tillhörde en krets av fromma kvinnor kring dominikanen Petrus de Dacia, som då var lektor i Skänninge konvent, och anlade tillsammans med denna grupp kvinnor, bland dem hennes syster Kristina, dominikanordens dräkt och började följa dess regler. Petrus beskriver i ett av sina brev det asketiska liv med mystiska upplevelser som levdes av en av hans "andliga döttrar", som tros ha varit Ingrid. 
Hon grundade dominikansystrakonventet i Skänninge omkring 1272, men till en början var klostret informellt och inte officiellt godkänt. Hon lyckades efter flera personliga besök i Rom utverka påven Martin IV:s godkännande för klostret. Enligt en långt senare källa ska hon även ha vallfärdat till Jerusalem. Ingrid åtföljdes på åtminstone en pilgrimsfärd av Mechtild.  
Klostergrundandet understöddes ekonomiskt av hennes bröder Anders och Johan, av vilka den sistnämnde var ordensriddare i Tyska orden. Först 1281 kunde klostret bli formellt invigt. Hon avled året därpå. 
Hennes brorsdotter Kristina var gift med upplandslagmannen Birger Persson i hans första äktenskap. Man har därför antagit att Ingrid var ett föredöme och en viktig inspirationskälla för Birgers dotter i hans andra äktenskap: Heliga Birgitta.

## Kanonisering

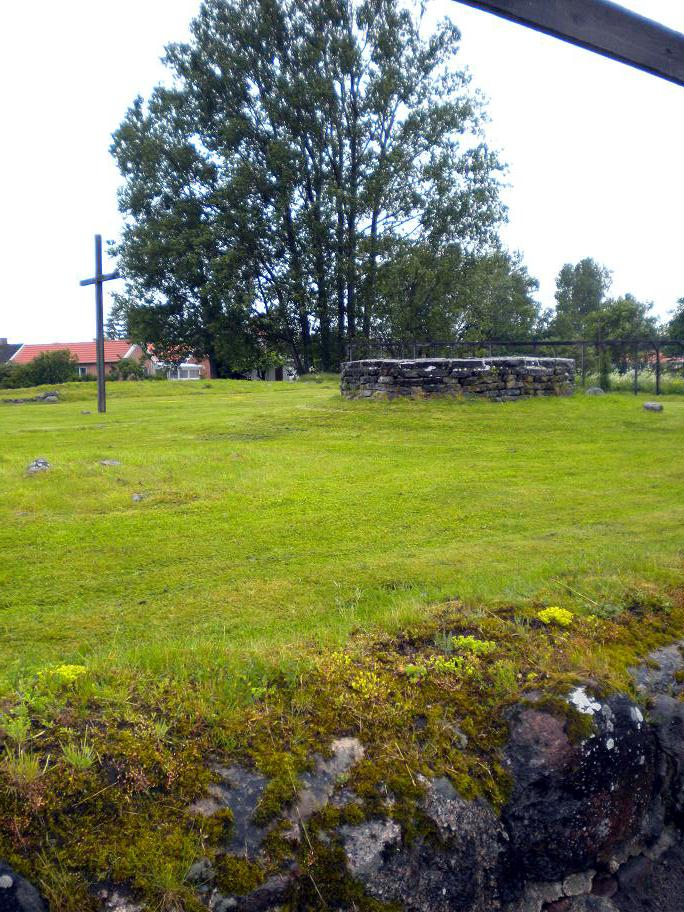
Ruinerna efter Sankta Ingrids kloster i Skänninge.

Ingrid dog 1282. Hon blev efter sin död föremål för helgondyrkan, men hon var inte officiellt erkänd som helgon utan fungerade snarare som ett så kallat lokalhelgon. När hennes släkting, heliga Birgitta, blev officiellt helgonförklarad år 1391, började man vidta åtgärder för att också få Ingrid formellt helgonförklarad. 
På konsiliet i Konstanz 1414 försökte man från svensk håll arbeta för hennes kanonisering, men utan framgång. Man lyckades dock år 1499 att få påve Alexander IV:s tillstånd om skrinläggning av hennes reliker, vilket ägde rum 1507. Relikerna ska ha förvarats i Skänningeklostret och efter reformationen flyttats till Heliga Birgittas relikskrin i Vadstena klosterkyrka. 

## Kraniemysteriet
1645 besökt den franske balettmästaren Antoine de Beaulieu Vadstena klosterkyrka, och stal då ett kranium från relikskrinet i tron att det var Heliga Birgittas kranium. Han blev därefter rädd att som enda katolik i sällskapet misstänkas för brottet och överlämnade tre år senare kraniet till den franske ambassadören Gaspard Coignet de la Thullerie. Denne tog med sig kraniet till Frankrike och skänkte det kort före sin död till kyrkan i Courson-les-Carrières i Bourgogne. Kraniet gavs 1959 till birgittinklosteret i Uden i Nederländerna, där det i dag ställs ut som Heliga Birgittas kranium. Om det i själva verket rör sig om Ingrids kranium, är idag okänt. Däremot visar en C14-datering av relikerna i Heliga Birgittas skrin att ett kranium i skrinet kan vara från 1200-talet.